# Extra (magazine)

Extra est une ancienne revue musicale mensuelle française  qui a paru de 1970 à 1976 sous divers titres.
Son meilleur tirage a été de 130 000 exemplaires.

## Historique

### Extra
Le premier numéro parait en décembre 1970 après deux numéros test parus durant l'été 1970 à l'initiative de Jean-Claude Berthon (fondateur de Disco Revue) et Gérard Bernar (fondateur de Best).

### Extra-Encyclorock
En 1974, à partir de son no 49, sous l'impulsion de Jacques Leblanc, Extra est rebaptisé Extra-Encyclorock. Une tentative de courte durée s'achevant sur le no 54 de mai 1975 : le cahier spécial Encyclorock étant trop long à réaliser. 

### Extra nouvelle série
La rédaction choisit de le remplacer par un cahier Extra Stars et, en conséquence, de changer le titre du magazine, les lecteurs voyant surgir en kiosque Extra nouvelle série dont le no 1 est daté de juin 1975 et le dernier no 7 de décembre 1975 (imprimé mais jamais distribué).

### Extra Star
Dernière tentative. Deux numéros paraîtront, en juin 1976 et en août 1976.

### Autres revues
Parallèlement l’équipe éditoriale lance Gold en 1975 (5 numéros), Encyclorock en 1976 (12 numéros) et Gold Star en 1976 (1 numéro).